# マゼラン (探査機)

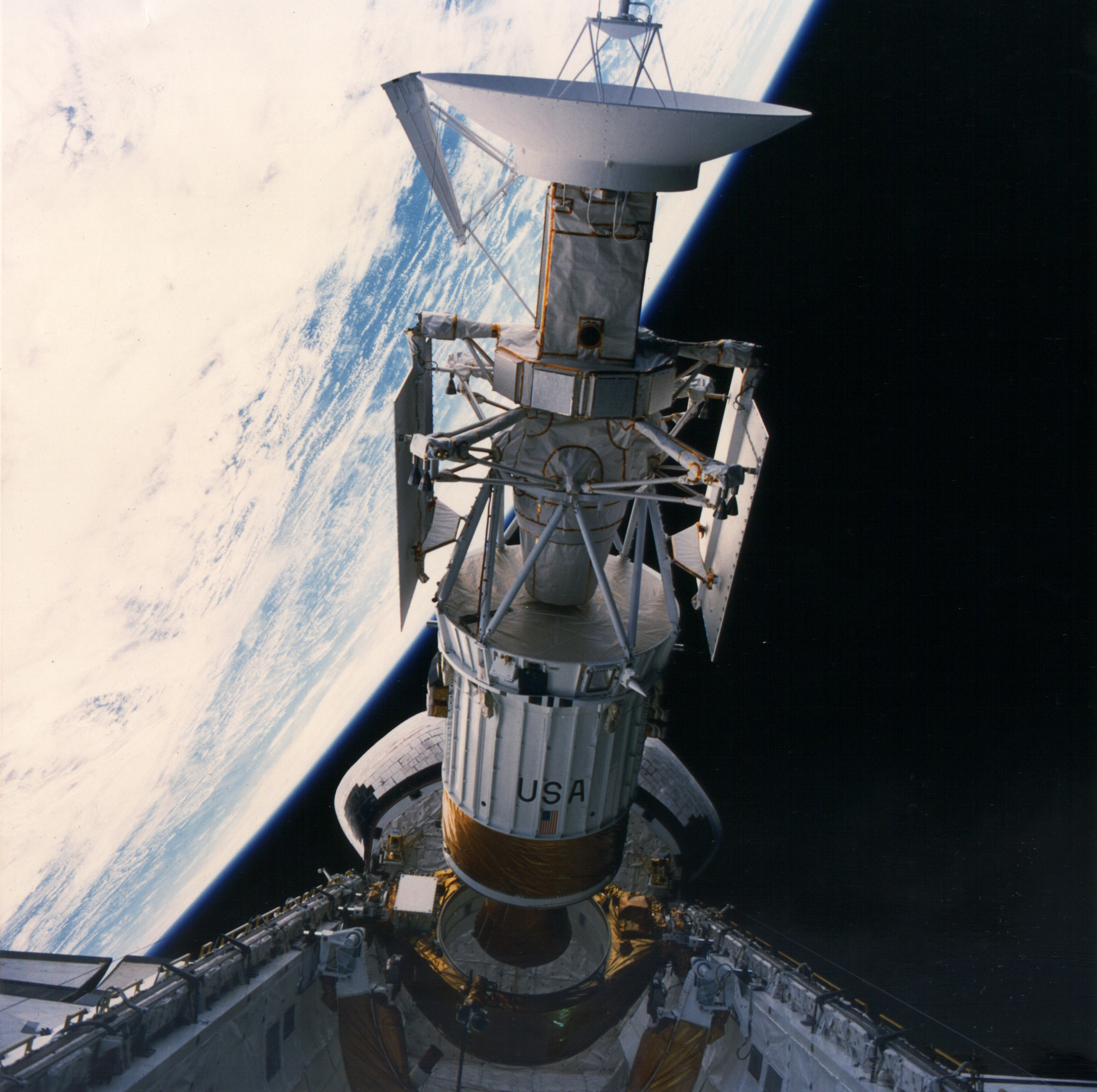
スペースシャトルから放出されるマゼラン

マゼラン (Magellan) は、アメリカ航空宇宙局 (NASA) が1989年に打ち上げた惑星探査機。金星を探査することが目的であり、レーダーにより金星地表の地形を明らかにした。

## 概要
探査機名はフェルディナンド・マゼランにちなんで命名された。1989年5月4日にケネディ宇宙センターよりスペースシャトル・アトランティス（STS-30ミッション）に搭載されて打ち上げられた。同日中にシャトルから慣性上段ロケットにより射出されている。これは、スペースシャトルによる初の惑星探査機放出であった。
金星軌道上へは1990年8月10日に到達している。金星においては極軌道に投入され、レーダーを用いて地形の観測を行った。1992年9月までに全地表の98%の観測を終了した。1994年9月に金星大気を用いた減速実験を行った後、10月には金星大気に突入し、消滅した。